# Ecaterina Iorga
Ecaterina („Catinca” Iorga, născută Ecaterina Bogdan (n. 1 noiembrie 1878, Șcheii Brașovului, Austro-Ungaria – d. 24 noiembrie 1941, Vălenii de Munte, Prahova, România) a fost o profesoară, documentaristă și traducătoare română, din prima jumătate a secolului al XX-lea. A fost cea de-a doua soție a lui Nicolae Iorga și unul din cei mai apropiați colaboratori ai acestuia.

## Biografie
Ecaterina (Catinca) s-a născut la 1/13 noiembrie 1878, la Șcheii Brașovului, în familia lui Ioan și Elena Bogdan (născută Munteanu). Tatăl său era un mic negustor, iar mama casnică. Deoarece afacerea familiei nu mai putea susține familia în creștere, Ioan decide să o lichideze și s-a mutat cu întreaga familie în România, la sfârșitul anilor 1880. Familia Bogdan s-a stabilit la Sinaia, Ioan lucrând ca funcționar la fabrica de sticlă din Azuga.:p. 9
În familie au fost 11 copii. Trei dintre frații Catincăi (istoricul Ioan Bogdan, istoricul literar Gheorghe Bogdan-Duică și fizicianul și chimistul Ștefan Bogdan,) au fost profesori universitari (primii doi fiind și membri ai Academiei Române).:pp. 9-10
Ecaterina a urmat studiile primare și secundare la Liceul românesc din Brașov, după care urmează cursurile Colegiului Pedagogic „Erzsebet” din Budapesta, la absolvirea căruia primește diploma de profesor de matematică-fizică pentru școlile civile. A manifestat aptitudini deosebite pentru învățarea limbilor străine, cunoscând și vorbind fluent limbile maghiară, germană, franceză și italiană, cunoștințe pe care le va folosi pentru a traduce numeroase documente utilizate de Nicolae Iorga în scrierile sale.:p. 247.
Îl însoțește pe Nicolae Iorga în deplasările de documentare prin Europa, ca traducător competent, apoi la Paris și în S.U.A., în calitate de consilier și partener protocolar. Este consultant, participant și gazdă implicată în organizarea și desfășurarea cursurilor de vară ale Universității de la Vălenii de Munte.
Pe Nicolae Iorga l-a cunoscut la începutul anului 1901, pe când acesta se afla într-o călătorie de studii în Transilvania, împreună cu fratele său, Ioan Bogdan. Ecaterina Bogdan era atunci o tânără de 23 de ani, „frumoasă, o frumusețe frustă, robustă, neostentativă, deloc artificială, durabilă.” Căsătoria celor doi s-a oficial La 4/17 februarie 1901, la Biserica Sfântul Nicolae din Brașov, nași fiind Alexandru Grigore Samurcaș, cu soția sa, Maria. Cei doi vor avea împreună un număr de șapte copii.:p. 247
Ecaterina Iorga a murit la vârsta de 63 de ani, de o boală incurabilă de care suferea de mai bine de zece ani, cu numai 3 zile înainte de a se fi împlinit un an de la asasinarea lui Nicolae Iorga, personalitatea sa fiind elogiată prin necroloage publicate în marile ziare ale vremii.
„Știa să potolească furtuna cu privirea acelor ochi albaștri, de o infinită bunătate, afla întotdeauna cuvântul cel mai potrivit, rostit cu acea voce cristalină, spre a înlătura o supărare, înseninând atmosfera. Căuta să rămână în umbră, avea o neobicinuită aristocrație de a fi soția unui om de o așa covârșitoare personalitate. Toată străvechea și autentica noblețe a oamenilor din cuprinsul Transilvaniei o regăseai în ținuta, în gestul, în această măsurată comunicativitate”.
______ Pamfil Șeicaru, Necrolog la moartea Ecaterinei Iorga

## Activitate

### Colaboratoare a lui Nicolae Iorga
După cum recunoștea chiar Iorga, Catinca a fost cea mai apropiată consilieră și colaboratoare a sa în documentarea, pregătirea și editarea operei sale științifice. Ea era cea care îi tine corespondenta, ii ordona lucrarile, transcria manuscrise și făcea traduceri. Era modelul de soție pe care îl dorea Iorga „cea mai cuminte femeie ce se poate inchipui, care urăște modele și petrecerile și ajută la lucrul științific pe bărbatul ei”.:p. 247
Colaborarea lor științifică a început chiar imediat dupa nuntă, când merg in Italia, la Florența, în luna de miere, dar pe care Iorga si sotia sa o petrec majoritatea timpului pentru documentare, in biblioteci, arhive si muzee, fapt ce avea să genereze chiar unele tensiuni în tânărul cuplu.
In primii ani de casnicie, Catinca l-a insoțit constant pe Nicolae Iorga la conferințele si călătoriile de documentare, la Paris, Budapesta, Cracovia, Cluj, Sofia sau Istanbul. Chiar Iorga recunoștea în mod public atât calitățile cât și contribuția Ecaterinei la asigurarea suportului documentar al lucrărilor sale. În august 1900, Iorga arată că a fost ajutat în cercetarea arhivelor din Budapesta de „soția mea, care îmi face grelele traduceri din ungurește”. Iar în introducerea volumului despre războaiele lui Mihai Viteazul, menționează că „pentru documentele ungurești, traducerea mi-a fost făcută de un colaborator pe cât de statornic, pe atât de modest”.
În toți anii următori, activitatea Ecaterinei s-a concentrat pe munca de documentare, traducere și gestionare a corespondenței și lucrărilor lui Iorga. 
„Vreau doar atâta să le spun copiilor mei că, fără sacrificarea mea, tatăl lor nu ar fi fost în stare să facă tot ce a făcut. Forțele mele, până la extenuare, au fost puse la dispoziția lui. Cu jurământ o pot spune, că nu am trăit nici o zi pentru mine, decât cu foarte rari excepții, când am fost singură acasă. Eu nu am putut cânta, nici plânge, când am simțit nevoia... Doar în rare cazuri, în lipsa lui... Îmi dau seama că e nevoie de suferința mea pentru împlinirea unor lucruri mai mari... Un lucru este sigur: că nu regret că am servit o mare minte, poate unica în timpul de față”.
_______ Catinca Iorga, Însemnare în jurnalul intim, 30 aprilie 1932
După asasinarea lui Iorga s-a ocupat cu strângerea și crearea unei mari arhive cuprinzând toată corespondența acestuia și toate scrierile sale nepublicate. Totodată s-a ocupat cu asigurarea condițiilor ca așezămintele culturale întemeiate de Iorga la Vălenii de Munte să poată continua să funcționeze în bune condiții și după moartea acestuia.

### Coordonatoarea Școlii de Misionare Națională și Morală „Regina Maria”
Școala de misionare națională și morală „Regina Maria” a fost înființată de Nicolae Iorga în 1922, având ca obiectiv principal pregătirea unor tinere absolvente care să poată contribui la formarea unui nou suflet românesc la sate.
Școala își desfășura activitatea sub președinția lui Iorga, Ecaterina fiind coordonatoarea (conducătoarea de facto) a școlii, având ca director administrativ și de studii pe institutoarea Victoria N. Dima. Ecaterina Iorga era cea care se îngrijea de toate aspectele de zi de zi, privind buna funcționare a școlii. Erau în special chestiuni legate de baza materială (bani, alimente, încălzire, îmbolnăvirea unei eleve) dar și cu caracter organizatoric (înlocuirea unui conferențiar, căruia îi era imposibil să vină, prezentarea altuia, uneori chiar traducea câte o prelegere).De asemenea, Ecaterina era cea care participa alaturi Iorga, la examenul de absolvire, care se dădea sub forma unui colocviu.

### Administrator al ziaruluiNeamul Românesc
La Văleni, Iorga a înființat tipografia „Neamul Românesc“, dar cum istoricul era mai mult plecat la București sau în străinătate, Ecaterina a fost , de facto, administratorul tipografiei, secretar de redacție (nemenționat în nicio casetă redactională), urmărind buna tipărire a ziarului și a altor publicatii și îngrijindu-se de distribuirea lor la abonați.